# Tumuli von Sofraz

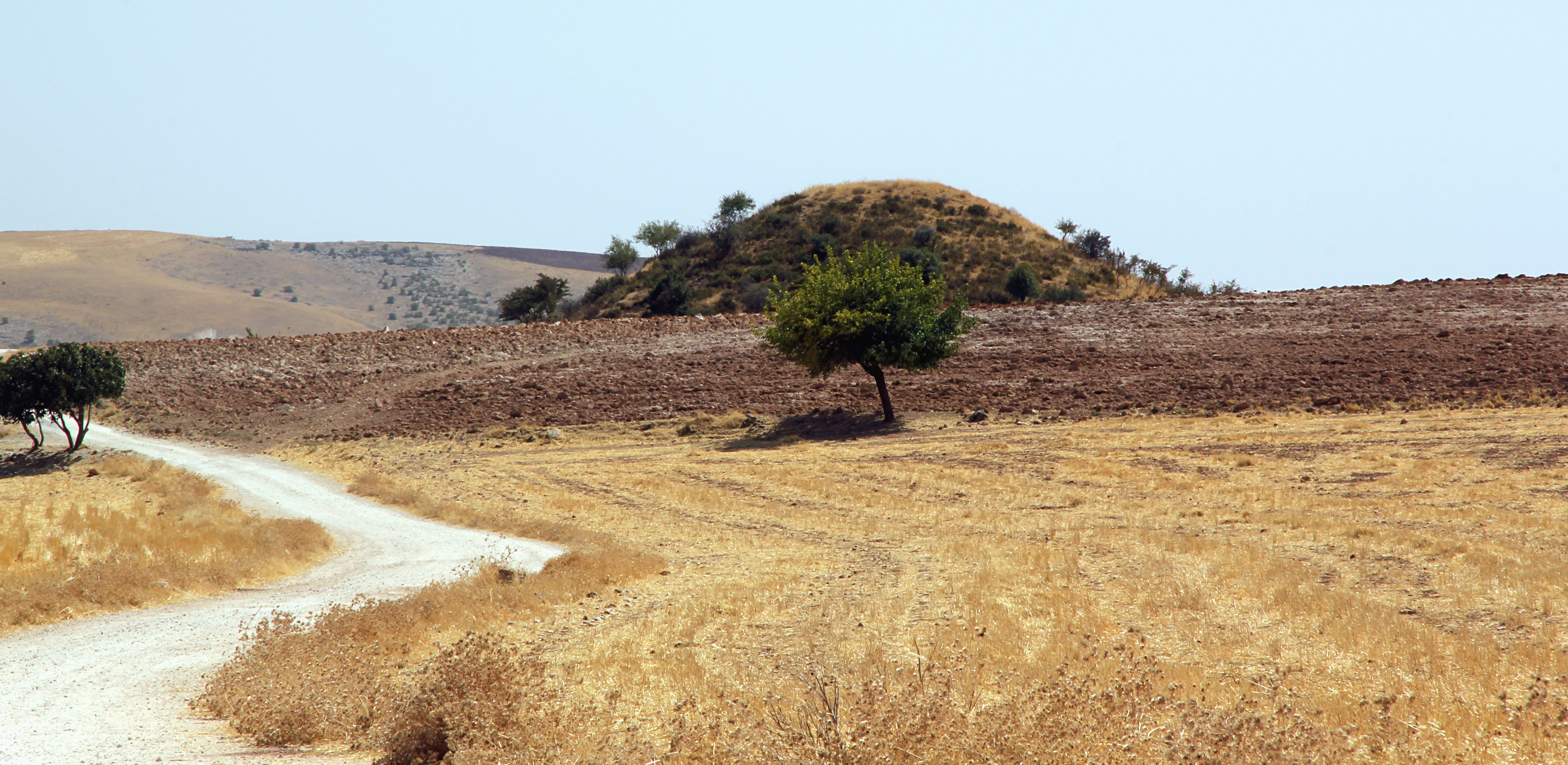
Tumulus A von Norden

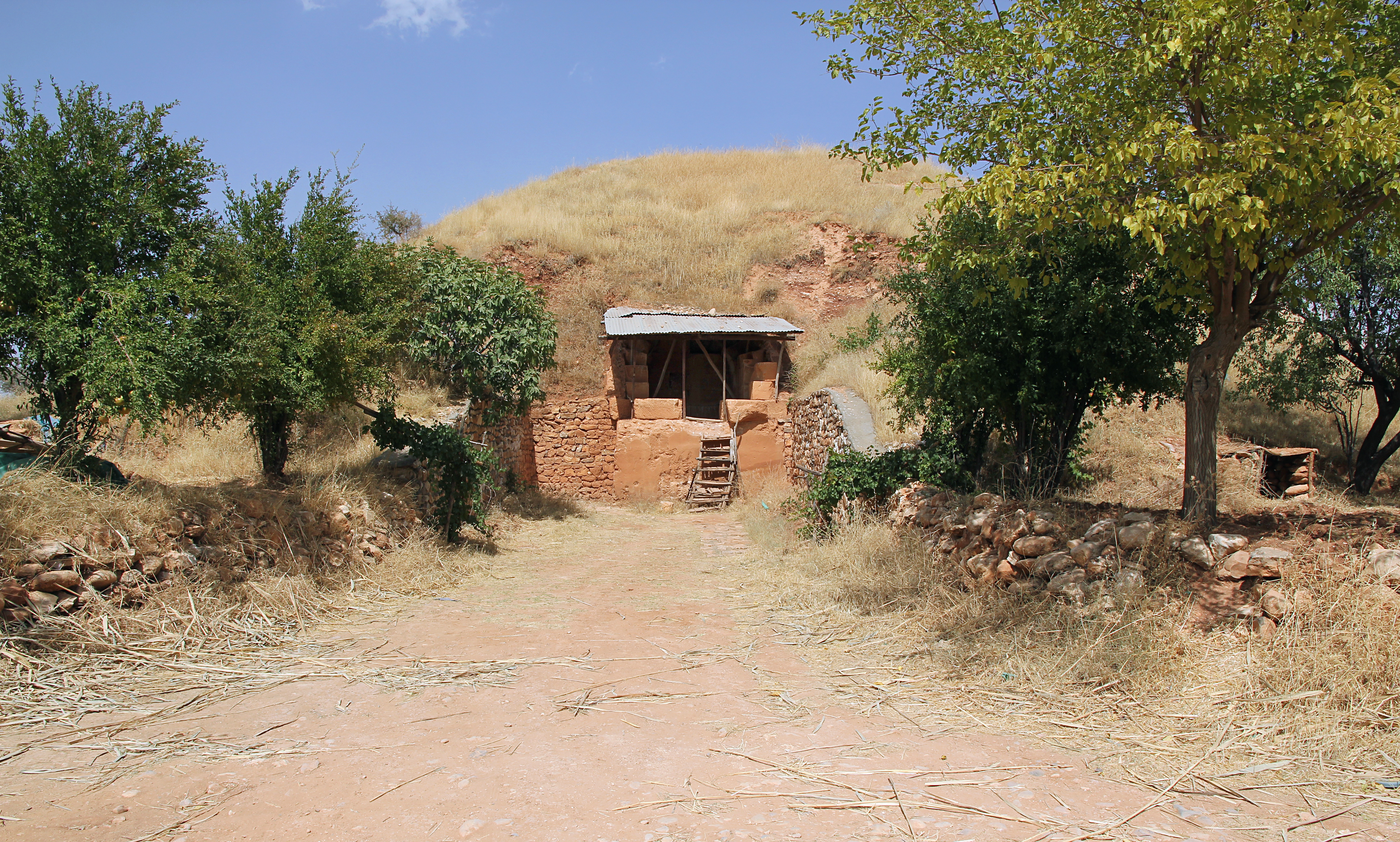
Tumulus A Zugang

Die beiden Tumuli von Sofraz sind zwei römerzeitliche Hügelgräber aus dem 2. Jahrhundert im Bereich des antiken Königreiches von Kommagene in der Südosttürkei. Im Unterschied zu anderen kommagenischen Kammergräbern sind bei einem davon die Grabräume nicht in den anstehenden Felsen gehauen, sondern aus sorgfältig bearbeitetem Mauerwerk erstellt.

## Lage und Erforschung
Die beiden Tumuli liegen etwa drei Kilometer südöstlich des Dorfes Üçgöz (früherer Name Sofraz oder Sofrazköy) im Landkreis Besni der türkischen Provinz Adıyaman. Auf der von Besni kommenden Straße zweigt einen Kilometer hinter Üçgöz ein mit Sofraz Anıt Mezarı beschilderter Weg nach Südosten ab, der nach weiteren 1,5 Kilometern durch Felder und Ackerland zum Tumulus A führt. Von dort kommt man über einen etwa einen Kilometer langen Feldweg nach Süden zum Tumulus B am Ufer des Flusses Sofraz Çayı.
Aufgrund von Funden aus hellenistischer und römischer Zeit kann angenommen werden, dass in dieser Zeit eine größere Ansiedlung im Süden des heutigen Ortes Üçgöz vorhanden war, der die Gräber zugerechnet werden können. Das Gebiet gehörte zum Reich von Kommagene, das allerdings zur vermuteten Entstehungszeit der Grabhügel schon seine Unabhängigkeit verloren hatte und zur römischen Provinz Syria gehörte.
Die beiden Grabhügel wurden 1993 (Tumulus A) und 2001 (B) bei Rettungsgrabungen durch das Archäologische Museum Adıyaman unter Leitung von dessen Direktor Fehmi Erarslan erforscht. Dabei mussten die Ausgräber feststellen, dass beide bereits von Grabräubern geplündert waren.
Am Fuße des Siedlungshügels wurde 1973 in einem Brunnen eine Stele gefunden, die Antiochos I., den Erbauer des Hierothesions auf dem Nemrut Dağı, mit Apollon in Dexiosishaltung zeigt.

## Tumulus A

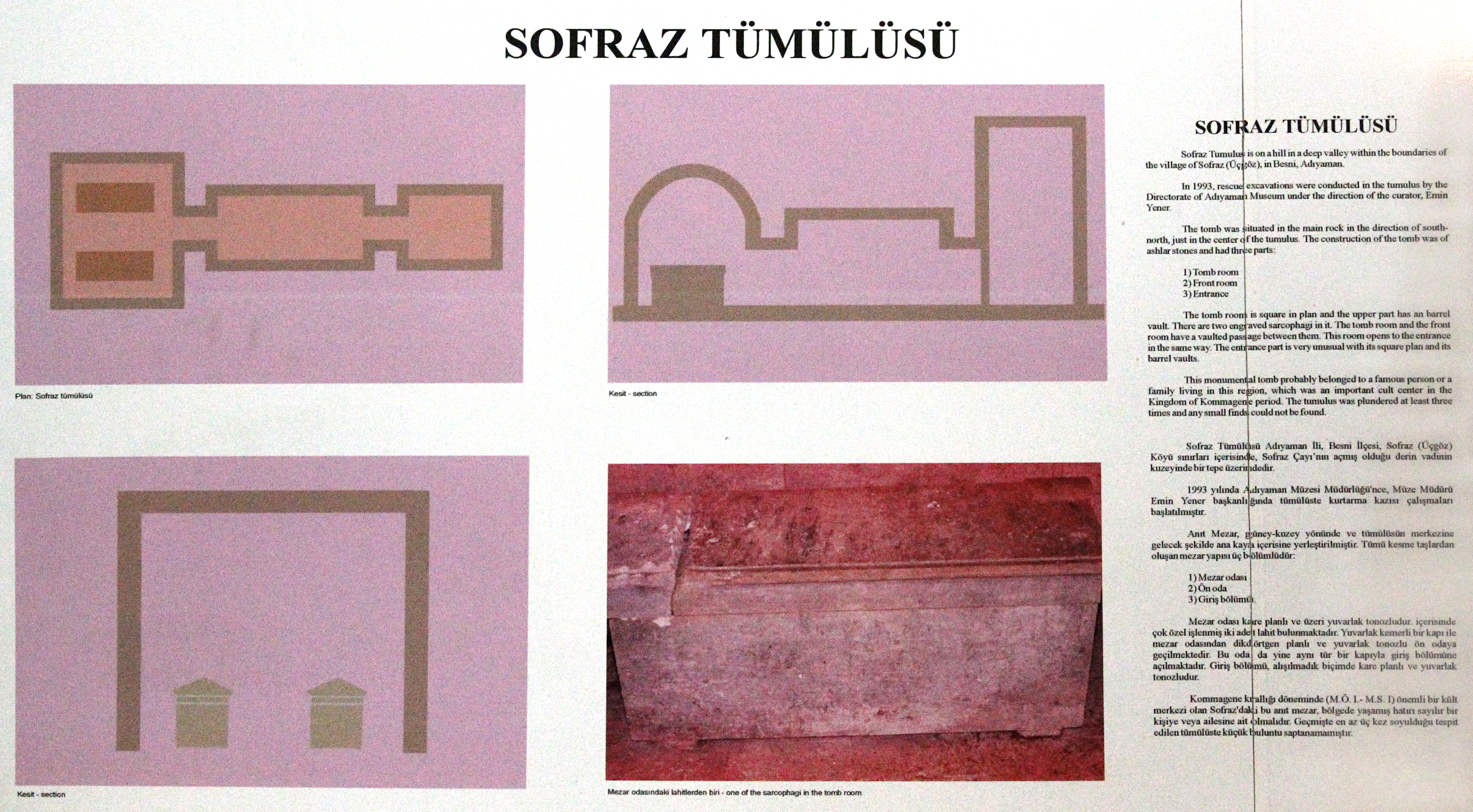
Plan von Tumulus A (Archäologisches Museum Adıyaman)

Der nördliche der beiden Grabhügel (Lage) ist nahezu vollständig erhalten mit einer Höhe von 15 und einem Durchmesser von 50 Metern. An der Südseite führt ein aus Kalksteinblöcken sauber gemauerter Schacht mehrere Meter senkrecht hinab. Er ist heute außen und innen über hölzerne Treppen begehbar. Von dem Vorraum auf der Sohle des Schachts aus führt eine Tür in einen Korridor. Die Tür war mit einem mächtigen Steinblock verschlossen, der heute daneben aufgestellt ist. Durch den tonnengewölbten Gang gelangt man in die etwa 3 × 4 Meter große Grabkammer. Sie verfügt ebenfalls über ein – quer zum Korridor liegendes – Tonnengewölbe. Sämtliche Wände sind aus Quadermauerwerk von hoher Qualität gearbeitet, ebenso die aus keilförmigen Blöcken bestehenden Gewölbe. In der Grabkammer steht an beiden Seiten ein unverzierter Sarkophag aus Kalkstein. Über dem rechten Sarkophag ist in der Decke ein Loch erkennbar, über das Grabräuber eingedrungen sind. Sie erbrachen beide Sargdeckel und plünderten den Inhalt, sodass bei den Ausgrabungen keinerlei Grabbeigaben mehr gefunden werden konnten. Eine Datierung kann daher nur aufgrund der fortgeschrittenen Bautechnik erfolgen, die auf einen adligen Erbauer aus der römischen Zeit von Kommagene, also ins späte 1. oder das 2. Jahrhundert n. Chr. hinweist.

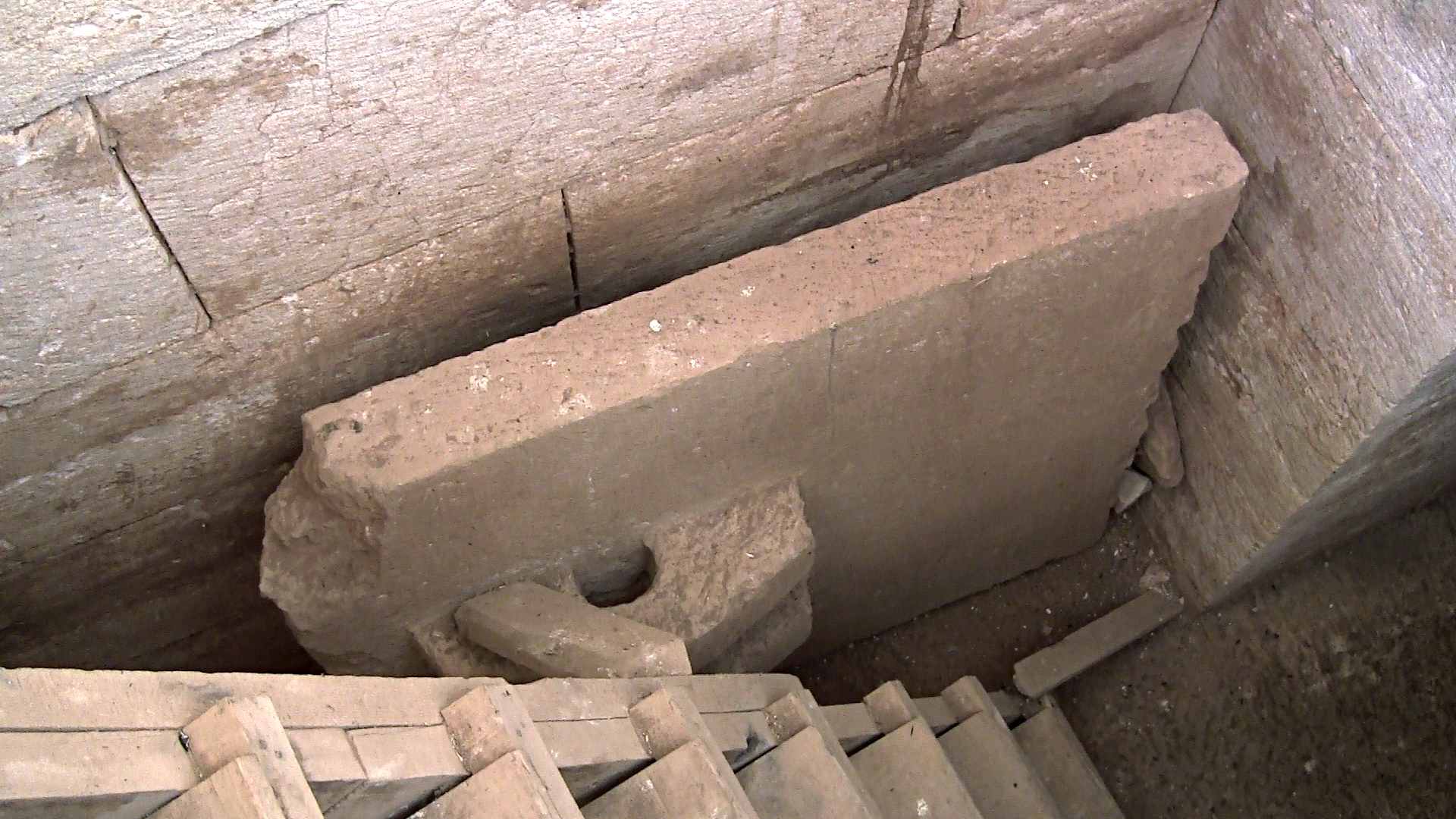
Türblock neben dem inneren Abstieg
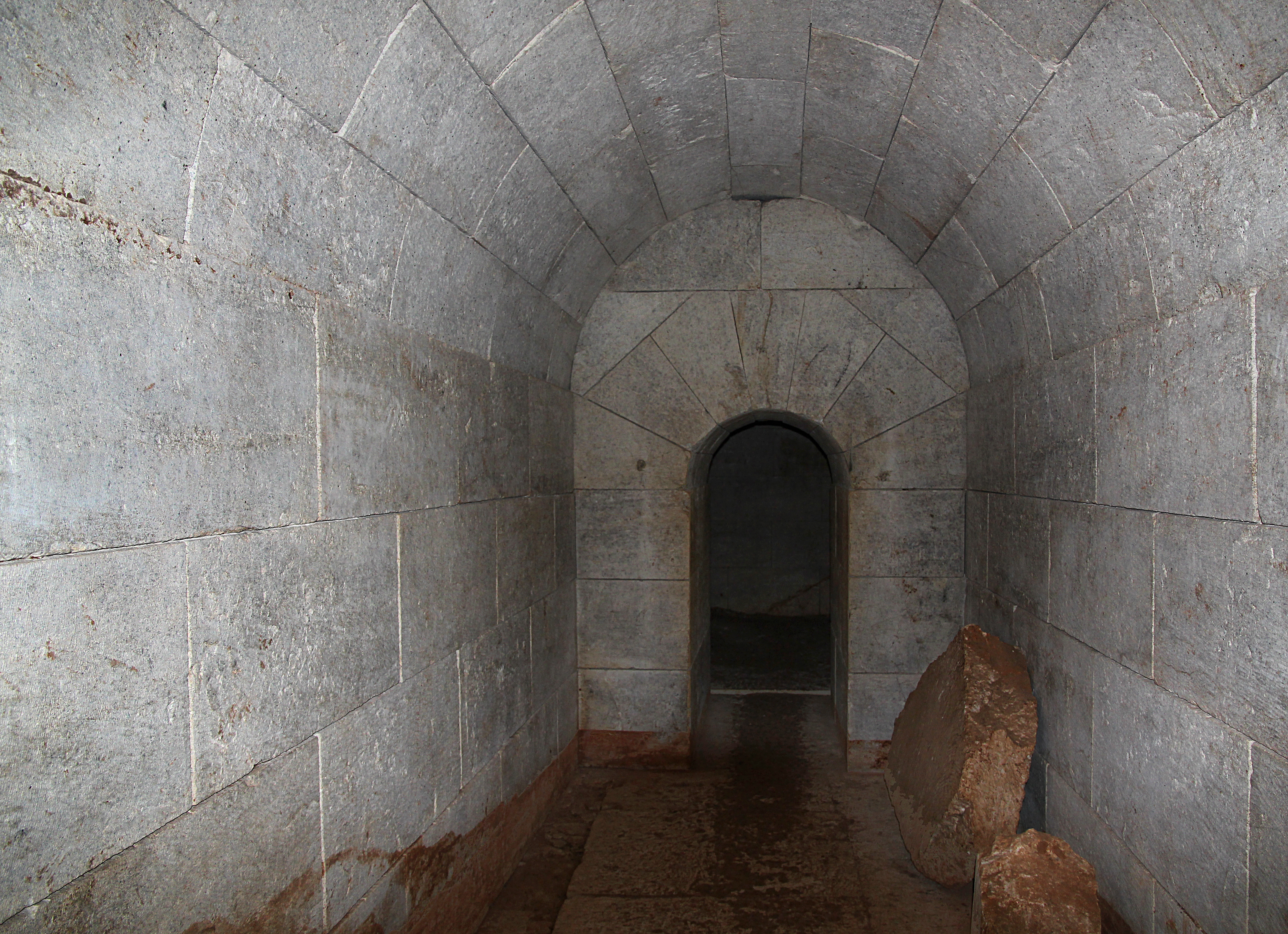
Korridor
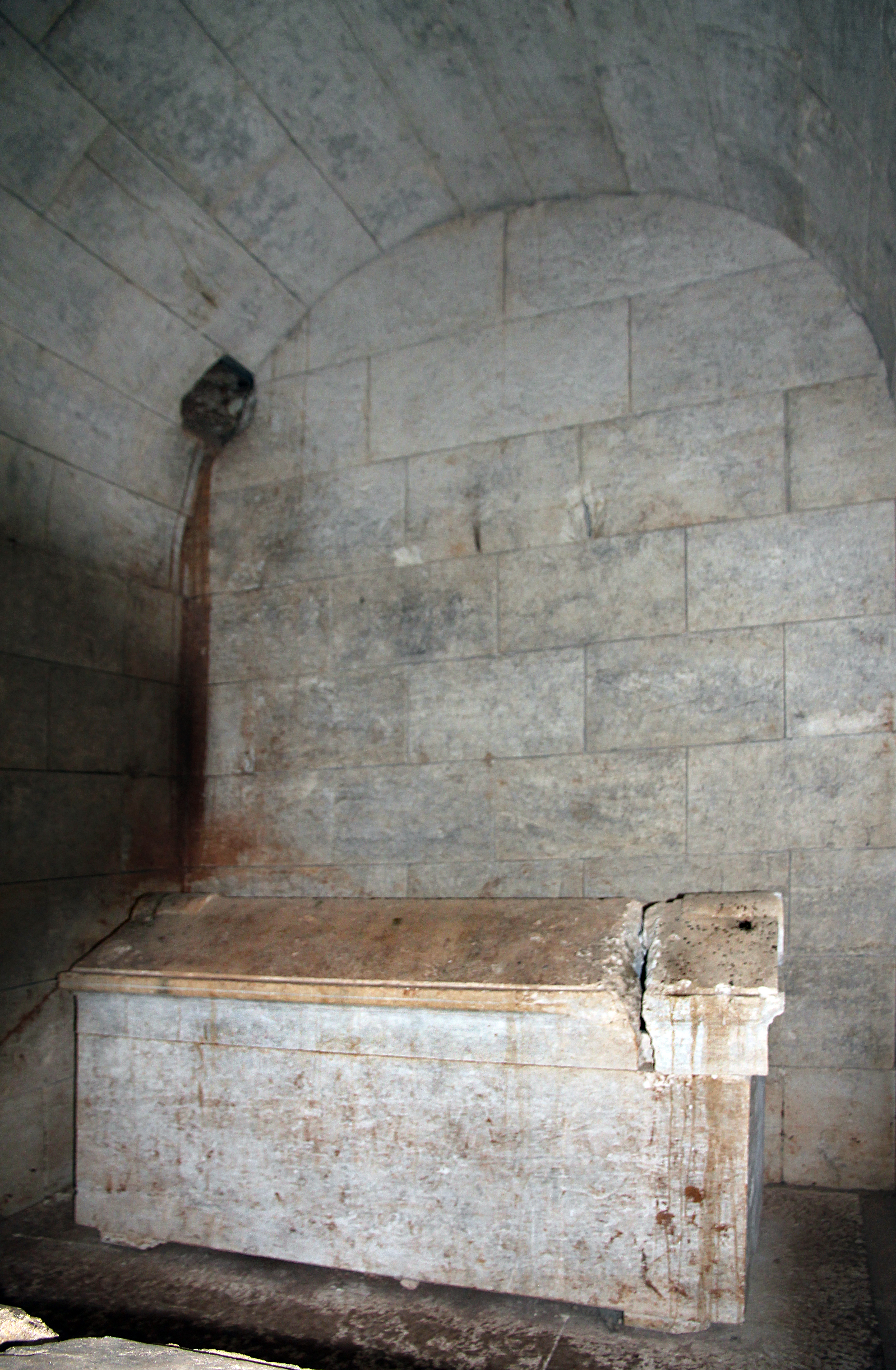
Rechter Sarkophag mit Deckenloch
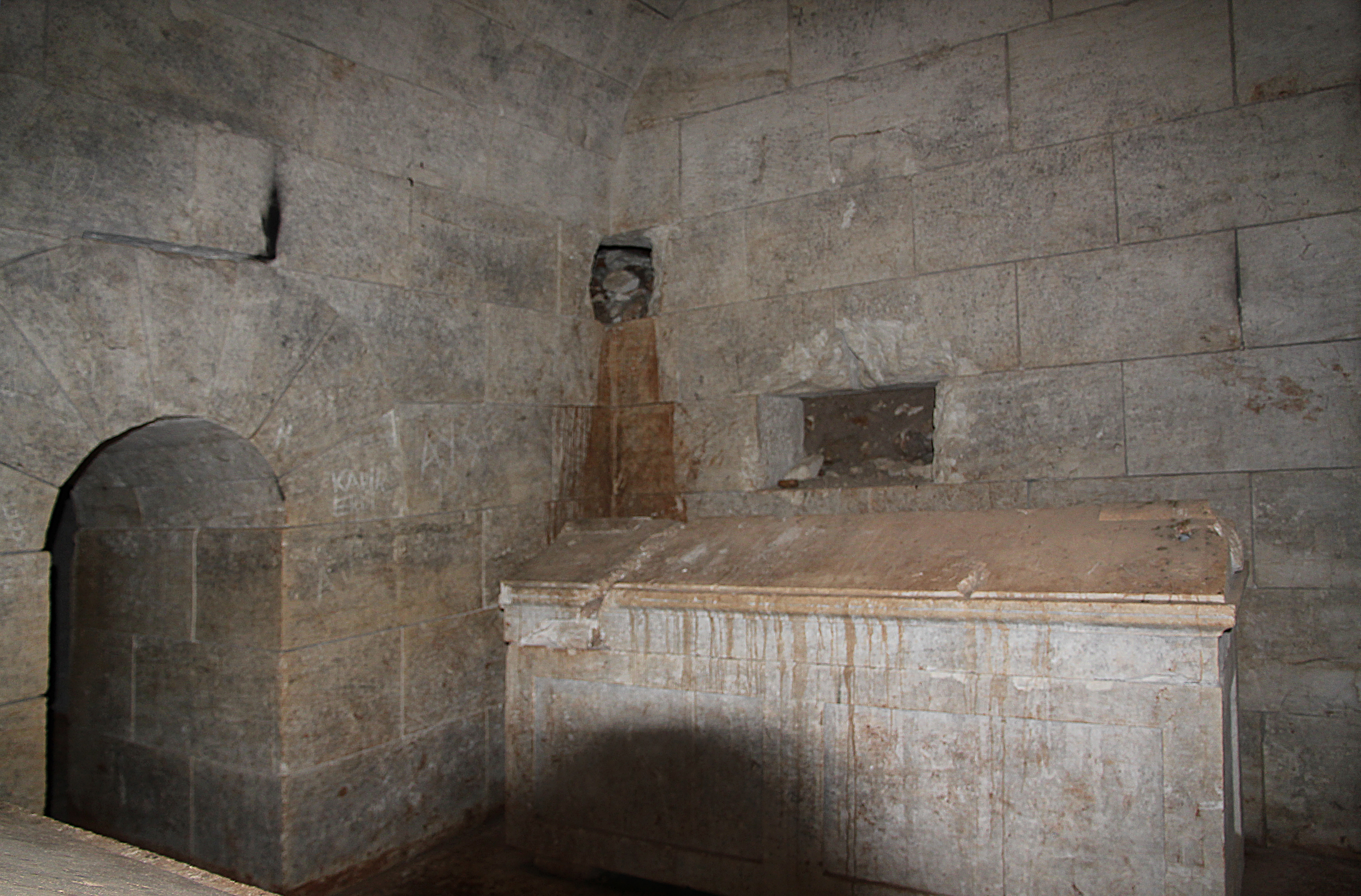
Linker Sarkophag

## Tumulus B

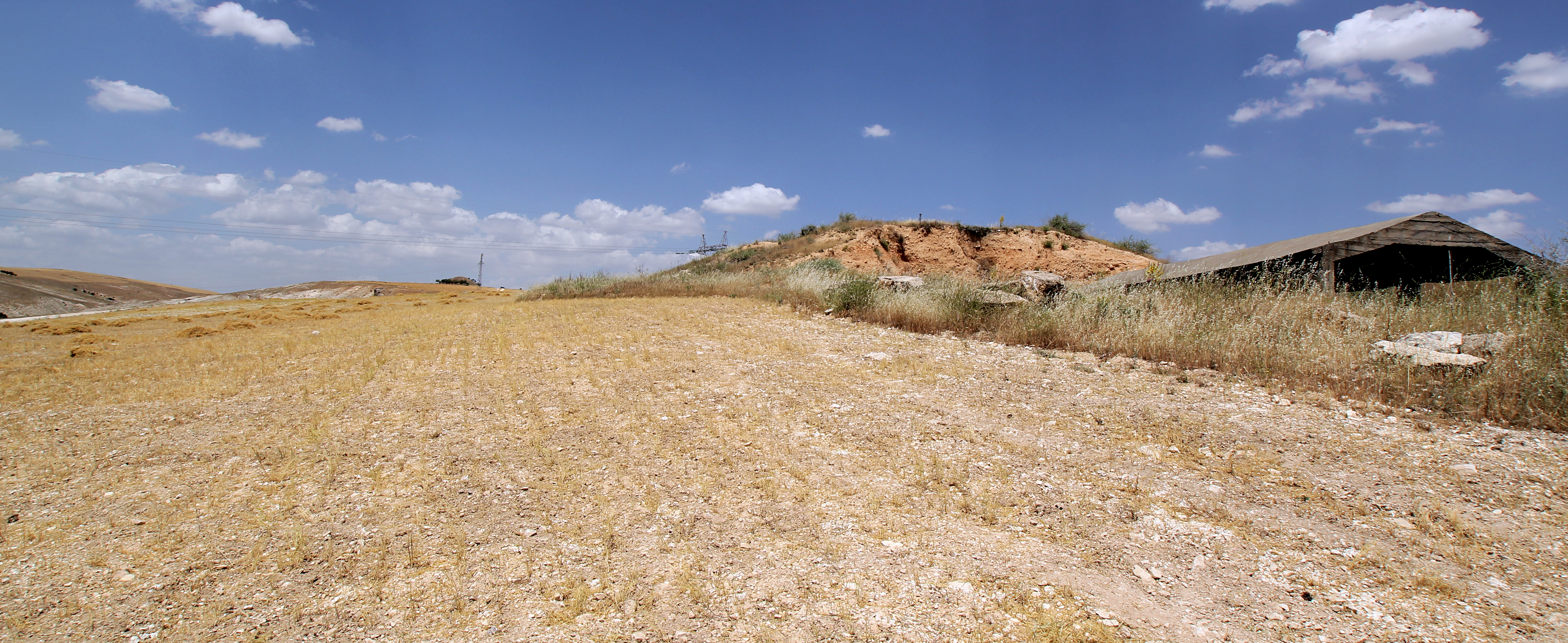
Tumulus B mit Überdachung des Eingangs, im Hintergrund Tumulus A

Der zweite Grabhügel (Lage) liegt einen Kilometer südlich davon nahe dem Sofraz Çayı und ist nach Baggerarbeiten kaum noch als Tumulus erkennbar. Hier erfolgt der Zugang zu den Grabkammern über eine in den Fels gehauene Treppe. Sie führt zunächst in einen zentralen Vorraum, von dem nach drei Seiten in den Fels geschlagene Räume abgehen. In den seitlichen, niedrigen Räumen stehen links zwei und rechts drei ungeschmückte Sarkophage. Im Vorraum sind weitere Fragmente zu sehen. In der mittleren Hauptgrabkammer steht ein einzelner Sarg auf einem Podest an der hinteren Wand. In dieser Kammer sind an den Felswänden Quadermauerwerk und ein Tonnengewölbe an der Decke nachgeahmt, sodass der Raum an den von Tumulus A erinnert.
Obwohl das Grab ebenfalls schon im Altertum von Grabräubern heimgesucht wurde, weist es Spuren von späterer Wiederverwendung auf. Durch die Treppe war es immer zugänglich, sodass einige Beerdigungen wohl in der Spätantike erfolgten. In den Wänden des Dromos sind Begräbnisnischen (Loculi) zu sehen, bei den Grabungen wurden Funde aus späterer Zeit gemacht, die heute im Museum in Adıyaman ausgestellt sind.
Für die Entstehung des Grabes wird das 2. Jahrhundert angenommen.

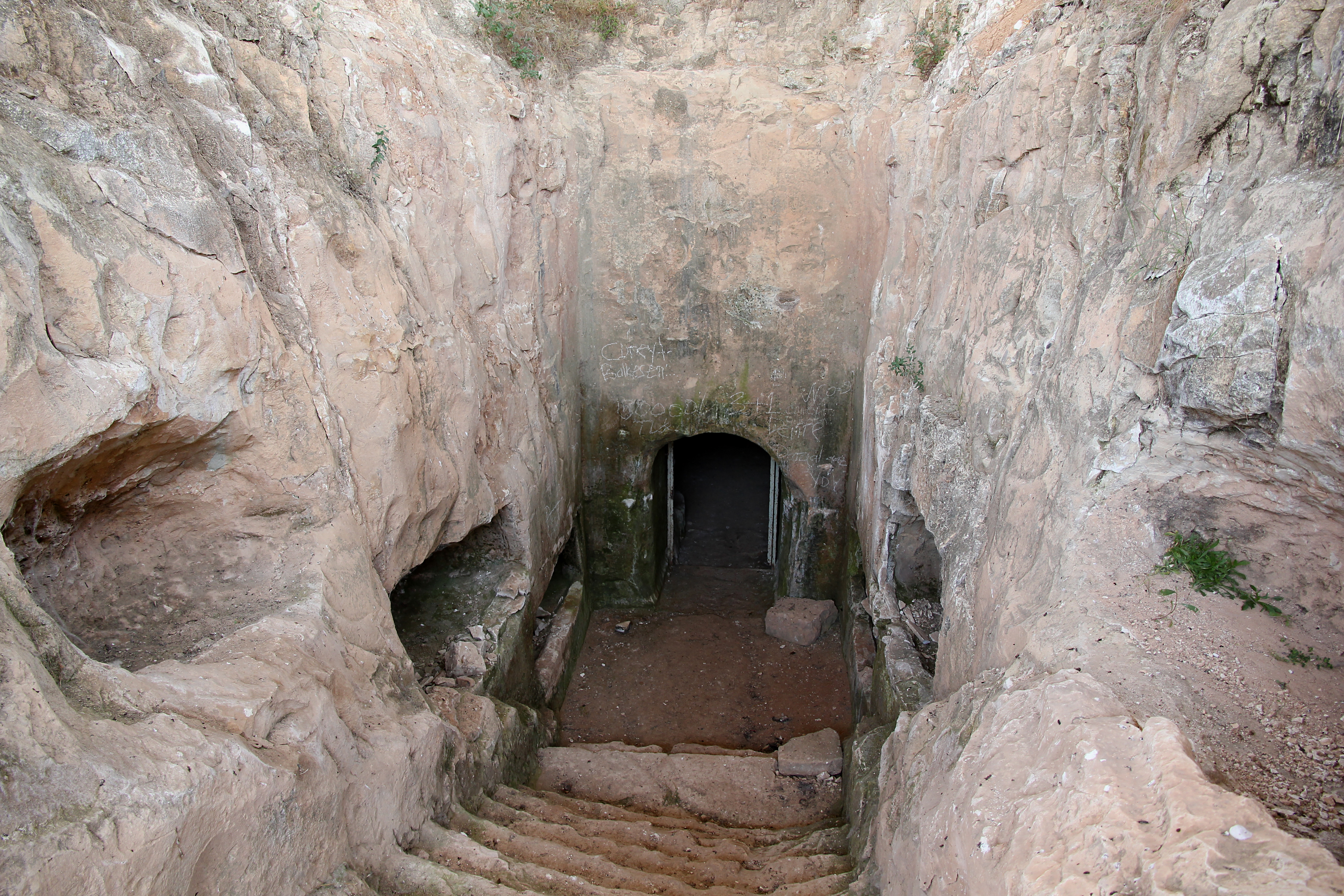
Treppe mit Grablegen
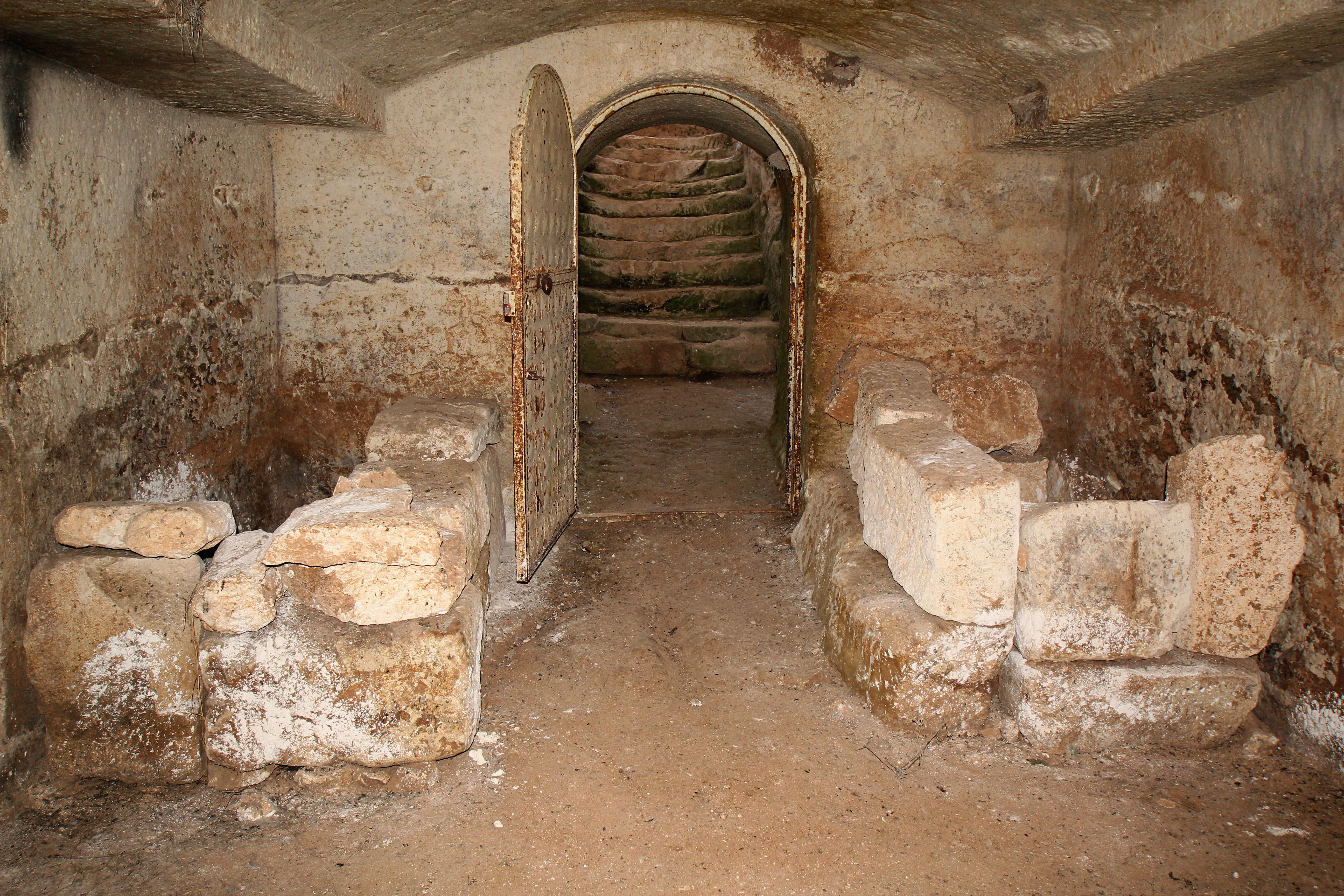
Vorraum, Blick nach außen
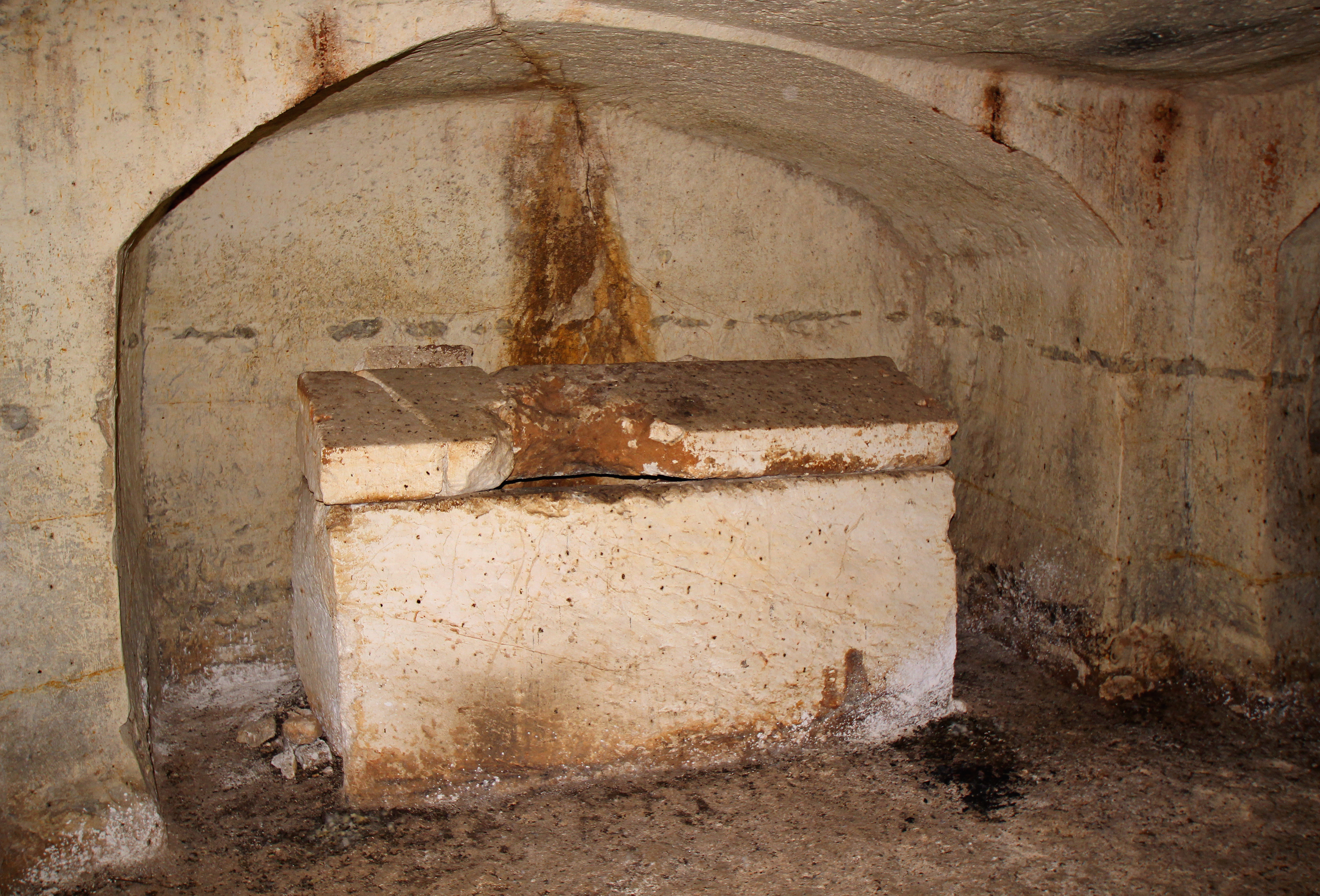
Linker Grabraum, linker Sarkophag
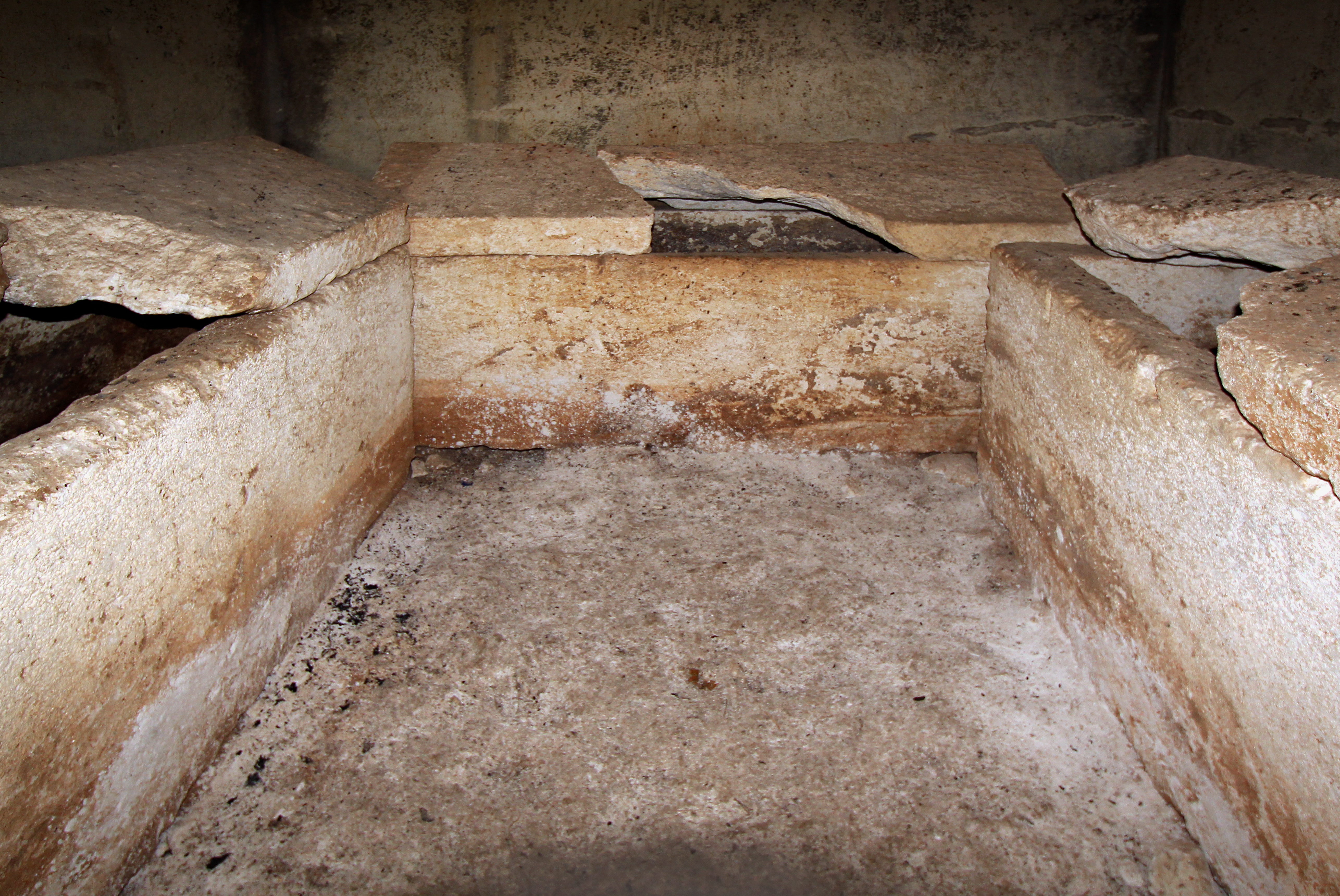
Rechter Grabraum mit drei Sarkophagen
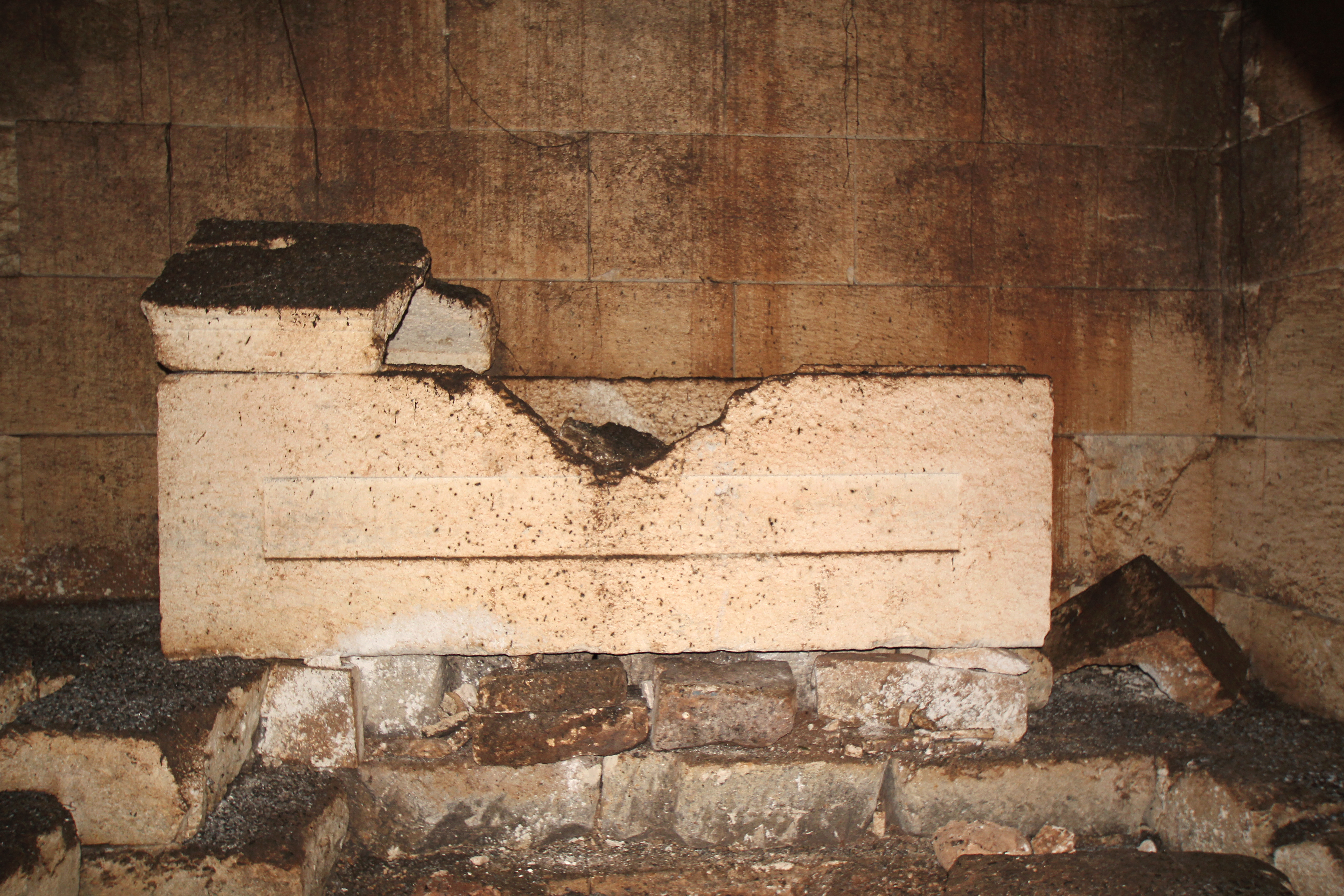
Sarkophag auf Sockel im Hauptraum
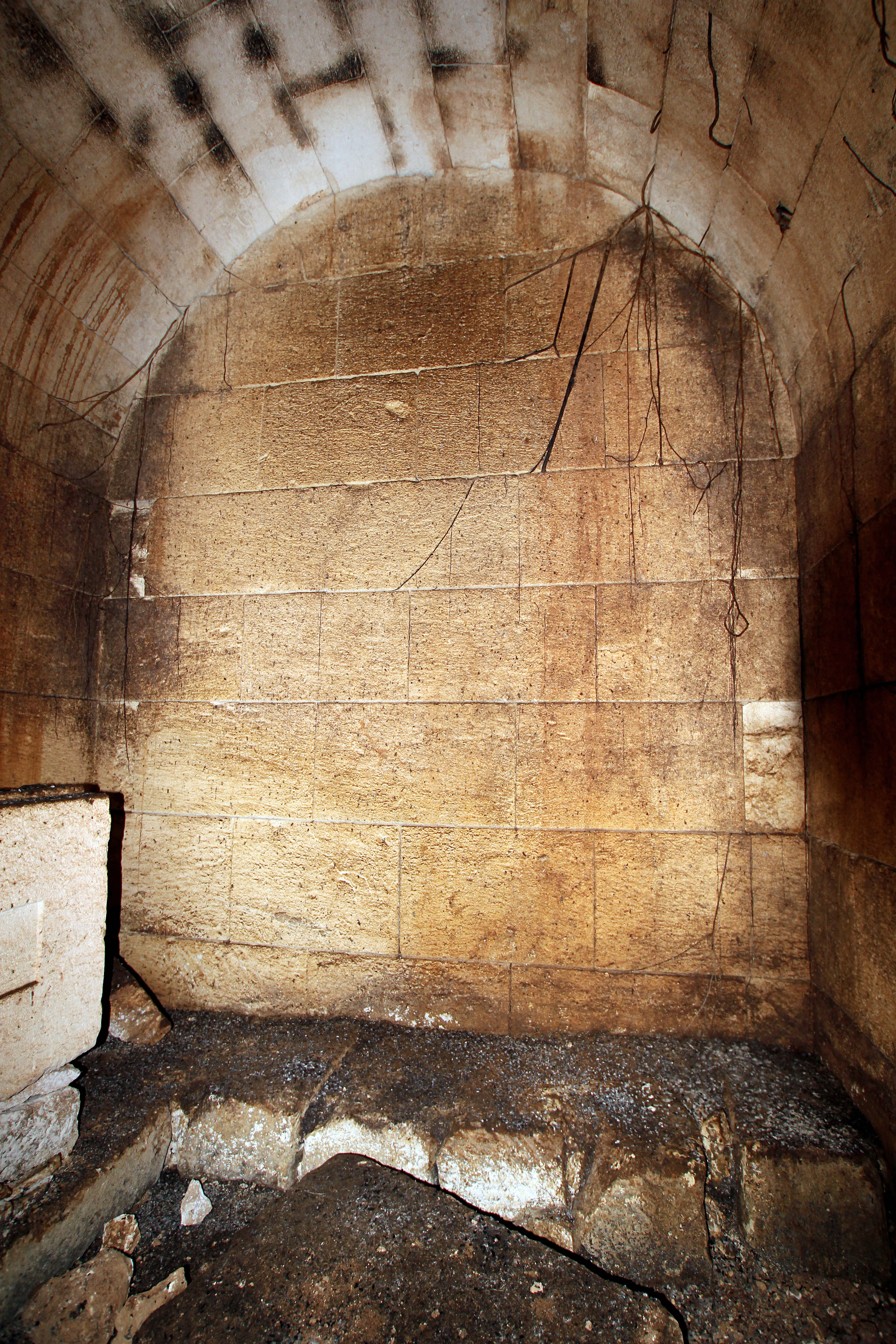
Imitiertes Mauerwerk und Tonnengewölbe im Hauptraum